# セレイ・ディエ
セレイ・ディエ（Serey Dié）ことセレソ・ジェフォリー・ゴンサロア・ディエ（Sereso Geoffroy Gonzaroua Die、1984年11月7日 - ）は、コートジボワール・アビジャン出身の元サッカー選手。元コートジボワール代表。現役時代のポジションはMF。

## 経歴

### クラブ
2001年、コートジボワールのクラブでキャリアをスタート。以後チュニジア・アルジェリアのクラブを経験。
2008年夏、スイス・スーパーリーグのFCシオンへ移籍。4シーズンで115試合出場。2009年と2011年にはスイス・カップ優勝を経験した。　
2012年夏にはFCバーゼルへ移籍。2012-13, 2013-14のスイス・スーパーリーグを制覇。
2015年2月2日、ドイツ・ブンデスリーガのVfBシュトゥットガルトへ完全移籍した。
2016年7月15日、FCバーゼルへ復帰することが発表された。

### 代表
2013年にコートジボワール代表に選出され、2013年3月23日のW杯予選のガンビア戦で代表デビュー。アフリカネイションズカップ2015では5試合に出場し優勝に貢献した。
2017年1月20日のアフリカネイションズカップ2017・コンゴ民主共和国戦で代表初得点を挙げた。

## 代表歴

### 出場大会
- コートジボワール代表
  - 2014 FIFAワールドカップ

### 試合数
- 国際Aマッチ 61試合 2得点（2013年-2022年）[2]

| コートジボワール代表 | 国際Aマッチ | 国際Aマッチ |
| 年                   | 出場        | 得点        |
| -------------------- | ----------- | ----------- |
| 2013                 | 4           | 0           |
| 2014                 | 9           | 0           |
| 2015                 | 13          | 0           |
| 2016                 | 5           | 0           |
| 2017                 | 8           | 1           |
| 2018                 | 5           | 0           |
| 2019                 | 8           | 1           |
| 2020                 | 2           | 0           |
| 2021                 | 3           | 0           |
| 2022                 | 4           | 0           |
| 通算                 | 61          | 2           |

## タイトル

### クラブ
FCシオン
- スイス・カップ: 2008-09, 2010-11

FCバーゼル
- スイス・スーパーリーグ: 2012-13, 2013-14, 2016-17
- スイス・カップ: 2016-17

### 代表
コートジボワール代表
- アフリカネイションズカップ：2015